# Przestrzeń Tichonowa
Przestrzeń Tichonowa, przestrzeń T3½ i przestrzeń całkowicie regularna to terminy w topologii opisujące tę samą lub bardzo pokrewne własności oddzielania. Dokładniej, mówi się, że przestrzeni topologicznej {\displaystyle X} punkty mogą być oddzielane od zbiorów domkniętych przez funkcje ciągłe jeśli
dla każdego zbioru domkniętego podzbioru {\displaystyle F} przestrzeni {\displaystyle X} i dowolnego punktu {\displaystyle x\in X\setminus F} można znaleźć taką funkcję ciągłą {\displaystyle f\colon X\longrightarrow [0,1],} że {\displaystyle f(x)=0} i {\displaystyle f(y)=1} dla wszystkich punktów {\displaystyle y} ze zbioru {\displaystyle F.}
Przestrzeń topologiczna {\displaystyle X} nazywa jest przestrzenią Tichonowa, gdy {\displaystyle X} jest przestrzenią T1 w której punkty mogą być oddzielane od zbiorów domkniętych przez funkcje ciągłe.

## Dyskusja nazewnictwa
Istnieją pewne niekonsekwencje w użyciu terminów przestrzeń Tichonowa, przestrzeń T3½ i przestrzeń całkowicie regularna w literaturze. Na przykład Kuratowski w swojej monografii definiuje
- przestrzeń całkowicie regularną jako przestrzeń topologiczną w której punkty mogą być oddzielane od zbiorów domkniętych przez funkcje ciągłe, oraz
- przestrzeń Tichonowa jako przestrzeń całkowicie regularną która spełnia także Aksjomat T1.

Z drugiej strony Engelking definiuje
- bycie przestrzenią Tichonowa, bycie przestrzenią {\displaystyle T_{3{\frac {1}{2}}}} i bycie przestrzenią całkowicie regularną jako tę samą własność (pokrywającą się z naszym znaczeniem przestrzeni Tichonowa).

Z powodu tych i podobnych rozbieżności, czytelnik literatury topologicznej powinien zawsze upewnić się co do znaczenia terminów stosowanych w danym artykule czy też książce. Wydaje się jednak że terminologia stosowana przez Engelkinga jest najbardziej popularna i my także będziemy się jej trzymać.
Termin topologia Tichonowa został wprowadzona dla uczczenia rosyjskiego matematyka Tichonowa (ros. Андрей Николаевич Тихонов).

## Przykłady
Następujące przestrzenie topologiczne są przestrzeniami Tichonowa:
- przestrzeń liczb rzeczywistych z naturalną topologią, przestrzenie euklidesowe i ogólniej przestrzenie metryczne,
- przestrzenie normalne,
- grupy topologiczne będące przestrzeniami T1,
- płaszczyzna Niemyckiego.

Płaszczyzna Niemyckiego nie jest przestrzenią normalną, a więc własność bycia przestrzenią T3½ jest istotnie różna od własności bycia przestrzenią T4.
Znane są przykłady przestrzeni T3, które nie są całkowicie regularne. Na przykład podzbiór
{\displaystyle M=\{(x,y)\in \mathbb {R} ^{2}:y\geqslant 0\}\cup \{(0,-1)\}}
płaszczyzny z topologią wprowadzoną przez bazę otoczeń {\displaystyle {\mathcal {B}}(x,y)} określoną dla każdego elementu {\displaystyle (x,y)} zbioru {\displaystyle M} i opisaną warunkami:
- jeśli {\displaystyle y>0,} to {\displaystyle {\mathcal {B}}(x,y)=\{\{(x,y)\}\},}
- jeśli {\displaystyle y=0,} to {\displaystyle {\mathcal {B}}(x,y)} składa się ze wszystkich zbiorów postaci

{\displaystyle \{(x,v)\in \mathbb {R} ^{2}:0\leqslant v\leqslant 2\ \}\cup \{(x+v,v)\in \mathbb {R} ^{2}:0\leqslant v\leqslant 2\}\setminus B,} gdzie {\displaystyle B} jest dowolnym skończonym podzbiorem zbioru {\displaystyle M,}
- {\displaystyle {\mathcal {B}}(0,-1)=\{U_{i}:i=1,2,3,\dots \},} gdzie

{\displaystyle U_{i}=\{(0,-1)\}\cup \{(u,v)\in \mathbb {R} ^{2}:i\leqslant u\}.}
jest przestrzenią T3, która nie jest przestrzenią T3½.

## Własności
- Każda przestrzeń Tichonowa jest przestrzenią T3.
- Podzbiór przestrzeni Tichonowa traktowany jako przestrzeń topologiczna jest znów przestrzenią Tichonowa. Własność być przestrzenią Tichonowa jest więc własnością dziedziczną.
- Iloczyn kartezjański (z topologią Tichonowa) przestrzeni T3½ jest przestrzenią T3½.
- Każda przestrzeń Tichonowa może być zanurzona w zwartą przestrzeń Hausdorffa. Ten fakt jest jednym z głównych źródeł zainteresowania przestrzeniami T3½, jako że to są dokładnie te przestrzenie które mają uzwarcenia Hausdorffa.